# Alba Mons

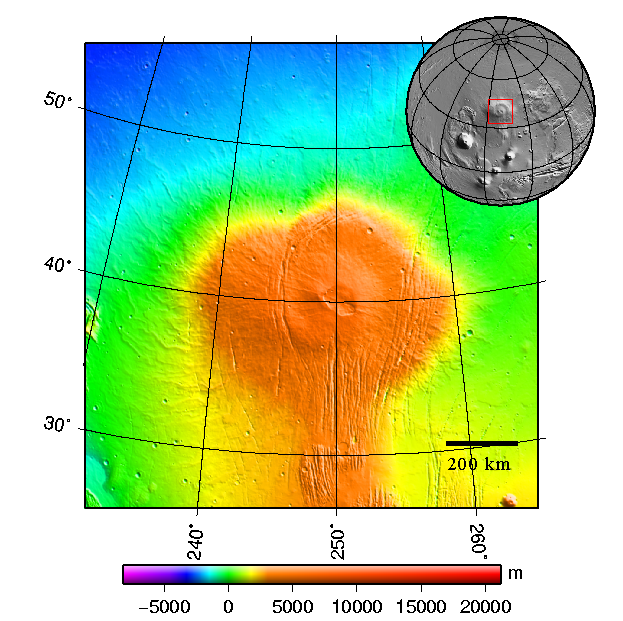
Alba Patera

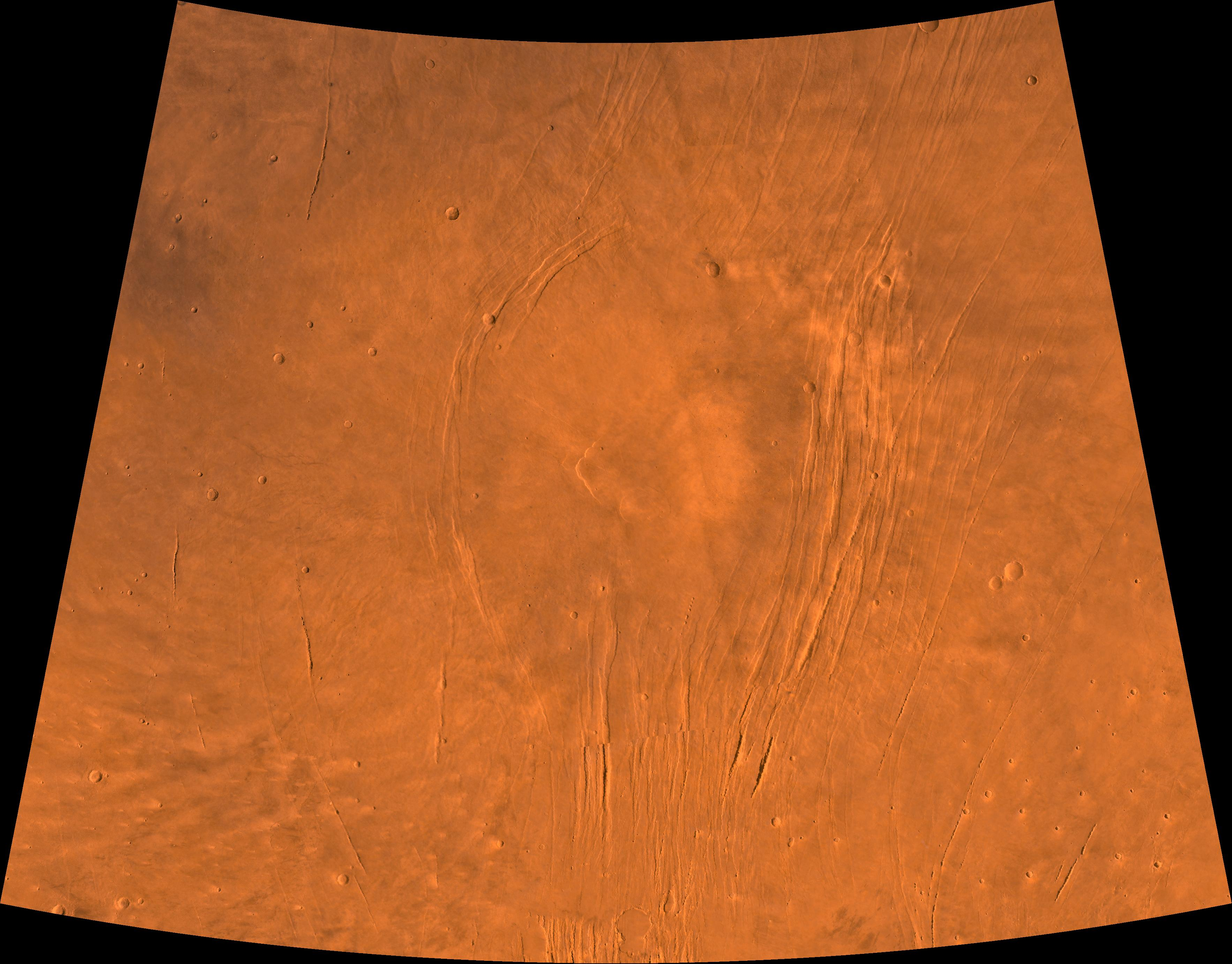
Alba Mons, mozaïek uit foto's van 1976, NASA/U.S. Geological Survey, PIA00409

Alba Mons (breedte 40,1° N, lengte 109,8° W) is een bijzondere vulkaan ten noorden van het Tharsisgebied op Mars, een enorme schildvulkaan die omstreeks 1600 kilometer in doorsnee maar slechts ~6 kilometer hoog. Vroeger werd deze vulkaan Alba Patera genoemd, wat nu de naam is van de caldeira.
Het is de grootste vulkaan in het zonnestelsel wat betreft oppervlak en inhoud - zie ook Olympus Mons.
Hij heeft minder dikke lavastromen dan de andere schildvulkanen op Mars, met zowel enorme platen als honderden lange smalle kanalen op zijn flanken. De meeste smalle kanalen zijn meer dan 100 kilometer lang, met sommige langer dan 300 kilometer. Dit wijst op uitbarstingen van lava gedurende lange perioden. Alba Mons ligt in een gebied van geologische breuken die vanuit Tharsis naar het noorden lopen.
Een patera (Latijn voor drink- of offerschaal, meervoud paterae) is een term uit de astrogeologie voor een ondiepe krater met onregelmatige, soms geschulpte rand.
Alba Mons onderscheidt zich van de andere paterae op Mars doordat hij geen asafzetting met voren heeft en ligt in laagland in plaats van hoogland.